# Christian and Missionary Alliance
De Christian and Missionary Alliance (CAMA) is een internationale zendingsbeweging. Deze is eind negentiende eeuw ontstaan in de Verenigde Staten van Amerika uit twee parakerkelijke organisaties en telde in 2004 internationaal - volgens haar eigen cijfers – bijna vier miljoen leden. De beweging is sterk zendingsgericht en hecht groot belang aan een Bijbelse levenswandel. Hoewel tongentaal en gebedsgenezing geaccepteerd zijn bij de CAMA, wordt dit niet van alle leden verwacht. Om deze reden wil de CAMA zich niet rekenen tot de Pinksterbeweging. CAMA telde in 2008 zo'n vijf miljoen betrokken mensen. Het werkterrein van zending is vooral in de gebieden Canada, de Verenigde Staten, Volksrepubliek China, Hongkong, Republiek China en Australië. In deze gebieden zijn zeer veel kerken van CAMA te vinden.

## Geschiedenis
De Christian And Missionary Alliance ontstond in 1887 door de samenvoeging van de Christian Alliance en de Evangelical Missionary Alliance. De organisatie stond onder leiding van de New Yorkse presbyteriaanse predikant Albert Benjamin Simpson. Beide organisaties waren interkerkelijk. Doel van de Christian Alliance was het bevorderen van 'dieper christelijk leven', terwijl de Evangelical Missionary Alliance vooral mensen wilde  werven en opleiden voor zendingswerk overzee. De betrokkenheid van Simpson bij de opkomst van de Pinksterbeweging leidde tot een crisis binnen de CAMA. Het gevolg hiervan was dat de CAMA zich distantieerde van de meer radicale uitingen van de Pinksterkerken, zoals tongentaal. Tevens organiseerde het bestuur de CAMA meer om zo meer grip op de eigendommen te hebben, want CAMA was verantwoordelijk voor het onderhoud van honderden werkers op het zendingsveld. Pas in 1965 werd de CAMA in de Verenigde Staten officieel een kerkgenootschap.

### Nederlands-Indië
Een van de vele gebieden waar de CAMA actief werd was Nederlands-Indië. Hier werkte vanaf 1929 Robert Jaffray. Hoewel toegelaten om onder de Chinezen op Bali te werken, koos hij als vestigingsplaats van zijn Bijbelschool voor Makassar op Celebes. Nadat de CAMA het werken op Bali verboden werd, ging zij vooral in Oost-Kalimantan en op Lombok werken, twee gebieden waar nog geen andere zendingsorganisaties actief waren. Doordat de CAMA zich met name richtte op de Chinese gemeenschap was haar werkterrein over een groot deel van de Indonesische Archipel verspreid.

### Nederland
De Nederlandse afdeling van de CAMA is ontstaan vanuit het werk in Nederlands-Indië. In 1937 was de predikant Willem Könemann samen met zijn vrouw vanuit Nederland uitgezonden naar Lombok. Gedurende de Tweede Wereldoorlog werd de familie Könemann geïnterneerd door de Japanse bezetter. Na de oorlog gingen zij voor herstel op verlof naar de Verenigde Staten en België. In 1948 keerden zij terug naar Nederlands-Indië waar de Könemanns gingen werken op de Bijbelschool in Makassar. In 1950 moesten zij terugkeren naar Nederland, omdat Ds. Konemanns gezondheid door de Japanse bezetting blijvend was aangetast. Op verzoek van de CAMA gingen de Könemanns in Nederland zendingskandidaten werven. In het begin werden voornamelijk onderwijzers en onderwijzeressen uitgezonden naar Nieuw-Guinea. Deze zendingsorganisatie CAMA Nederland heeft haar hoofdkantoor in Driebergen.
Naast de interkerkelijke zendingsorganisatie CAMA Nederland ontstond uit zendingswerk in Nederland zelf een aantal gemeenten, die zich in 1980 verenigden als “De Alliantie van Evangelische Gemeenten ‘Parousia’". De eerste van deze gemeenten is de Evangelische Gemeente Parousia Den Bosch, gesticht in 1975. Op 12 oktober 2006 zijn de Parousia-gemeenten gefuseerd met de Broederschap van Baptistengemeenten tot Alliantie van Baptisten- en CAMA-gemeenten, ook wel ABC-gemeenten. Deze kleine kerk - ca. 5000 leden verspreid over 55 gemeenten in 2006 - staat organisatorisch los van de zendingsorganisatie, die zich als interkerkelijk profileert.
Eind 20e eeuw zijn er twee Chineestalige CAMA gemeenten opgericht in Amsterdam: Chinese CAMA Gemeente Amsterdam en Chinese Mandarin CAMA Gemeente Nederland. De ene gemeente gebruikt Standaardkantonees en de andere Standaardmandarijn als voertaal. Verder zijn er ook Chineestalige CAMA gemeenten te vinden in Almere en Den Haag.

### Hongkong
In de 20e eeuw is de zendelingenorganisatie zeer actief geweest. Er werden kerken, basisscholen, middelbare scholen, één hogeschool, maatschappelijke organisaties, één theologische school en één natuurkamp voor vakanties opgericht.